# Campeonato Mundial de Pádel de 2024
El XVI Campeonato Mundial de Pádel se celebra en Doha del 28 de octubre al 2 de noviembre de 2024, bajo la organización de la Federación Internacional de Pádel.

## Formato de competición
El formato adoptado para el Mundial de pádel constaba de una fase inicial de 4 grupos, tanto para el torneo masculino como el femenino, en los que cada selección disputaría tres eliminatorias a tres partidos. Las dos mejores selecciones de cada grupo pasan a cuartos de final, y posteriormente a semifinales y la final.
Cada eliminatoria ganada en la fase de grupos puntuaba 2 puntos, mientras que las derrotas puntuaban 1.

## Torneo masculino

### Fase de grupos

#### Grupo A
| Equipo         | PJ | PG | PP | SG | SP | PTS |
| -------------- | -- | -- | -- | -- | -- | --- |
| Argentina      | 9  | 9  | 0  | 18 | 0  | 6   |
| Italia         | 9  | 5  | 4  | 11 | 8  | 5   |
| Bélgica        | 9  | 3  | 6  | 6  | 13 | 4   |
| Estados Unidos | 9  | 1  | 8  | 2  | 16 | 3   |

- Resultados

| Fecha | Partido   | Partido | Partido        | Resultado |
| ----- | --------- | ------- | -------------- | --------- |
| 28.10 | Argentina | -       | Italia         | 3-0       |
| 28.10 | Bélgica   | -       | Estados Unidos | 2-1       |
| 29.10 | Argentina | -       | Estados Unidos | 3-0       |
| 29.10 | Bélgica   | -       | Italia         | 1-2       |
| 30.10 | Argentina | -       | Bélgica        | 3-0       |
| 30.10 | Italia    | -       | Estados Unidos | 3-0       |

#### Grupo B
| Equipo   | PJ | PG | PP | SG | SP | PTS |
| -------- | -- | -- | -- | -- | -- | --- |
| España   | 9  | 9  | 0  | 18 | 0  | 6   |
| EAU      | 9  | 4  | 5  | 8  | 10 | 5   |
| Paraguay | 9  | 4  | 5  | 8  | 11 | 4   |
| México   | 9  | 1  | 8  | 3  | 16 | 3   |

- Resultados

| Fecha | Partido  | Partido | Partido  | Resultado |
| ----- | -------- | ------- | -------- | --------- |
| 28.10 | España   | -       | México   | 3-0       |
| 28.10 | Paraguay | -       | EAU      | 1-2       |
| 29.10 | España   | -       | EAU      | 3-0       |
| 29.10 | Paraguay | -       | México   | 3-0       |
| 30.10 | España   | -       | Paraguay | 3-0       |
| 30.10 | México   | -       | EAU      | 1-2       |

#### Grupo C
| Equipo  | PJ | PG | PP | SG | SP | PTS |
| ------- | -- | -- | -- | -- | -- | --- |
| Francia | 9  | 8  | 1  | 17 | 4  | 6   |
| Chile   | 9  | 5  | 4  | 11 | 8  | 5   |
| Uruguay | 9  | 4  | 5  | 11 | 10 | 4   |
| Catar   | 9  | 1  | 8  | 1  | 18 | 3   |

- Resultados

| Fecha | Partido | Partido | Partido | Resultado |
| ----- | ------- | ------- | ------- | --------- |
| 28.10 | Francia | -       | Uruguay | 2-1       |
| 28.10 | Chile   | -       | Catar   | 3-0       |
| 29.10 | Francia | -       | Catar   | 3-0       |
| 29.10 | Chile   | -       | Uruguay | 2-1       |
| 30.10 | Francia | -       | Chile   | 3-0       |
| 30.10 | Uruguay | -       | Catar   | 2-1       |

#### Grupo D
| Equipo       | PJ | PG | PP | SG | SP | PTS |
| ------------ | -- | -- | -- | -- | -- | --- |
| Portugal     | 9  | 8  | 1  | 17 | 4  | 6   |
| Brasil       | 9  | 6  | 3  | 13 | 8  | 5   |
| Suecia       | 9  | 3  | 6  | 9  | 13 | 4   |
| Países Bajos | 9  | 1  | 8  | 3  | 17 | 3   |

- Resultados

| Fecha | Partido      | Partido | Partido      | Resultado |
| ----- | ------------ | ------- | ------------ | --------- |
| 28.10 | Portugal     | -       | Países Bajos | 3-0       |
| 28.10 | Brasil       | -       | Suecia       | 2-1       |
| 29.10 | Portugal     | -       | Suecia       | 3-0       |
| 29.10 | Brasil       | -       | Países Bajos | 3-0       |
| 30.10 | Portugal     | -       | Brasil       | 2-1       |
| 30.10 | Países Bajos | -       | Suecia       | 1-2       |

### Fase final
|  | Cuartos de final | Cuartos de final |                |   | Semifinales    | Semifinales    |  |  | Final | Final |
|  |                  |                  |                |   |                |                |  |  |       |       |
|  | 31 de octubre    |                  |                |   |                |                |  |  |       |       |
|  |                  |                  |                |   |                |                |  |  |       |       |
|  | Argentina        | 3                |                |   |                |                |  |  |       |       |
|  | Argentina        | 3                | 1 de noviembre |   |                |                |  |  |       |       |
|  | Chile            | 0                |                |   |                |                |  |  |       |       |
|  | Chile            | 0                | Argentina      | 2 |                |                |  |  |       |       |
|  | 31 de octubre    |                  | Argentina      | 2 |                |                |  |  |       |       |
|  |                  | Portugal         | 0              |   |                |                |  |  |       |       |
|  | Portugal         | Portugal         | 0              | 2 |                |                |  |  |       |       |
|  | Portugal         |                  | 2 de noviembre | 2 |                |                |  |  |       |       |
|  | EAU              | 0                |                |   |                |                |  |  |       |       |
|  | EAU              | 0                | Argentina      | 2 |                |                |  |  |       |       |
|  | 31 de octubre    |                  | Argentina      | 2 |                |                |  |  |       |       |
|  |                  | España           | 1              |   |                |                |  |  |       |       |
|  | España           | España           | 1              | 2 |                |                |  |  |       |       |
|  | España           | 1 de noviembre   |                | 2 |                |                |  |  |       |       |
|  | Brasil           | 0                |                |   |                |                |  |  |       |       |
|  | Brasil           | 0                | España         | 3 |                |                |  |  |       |       |
|  | 31 de octubre    |                  | España         | 3 |                |                |  |  |       |       |
|  |                  | Italia           | 0              |   | 3r y 4o puesto | 3r y 4o puesto |  |  |       |       |
|  | Francia          | Italia           | 0              | 1 | 3r y 4o puesto | 3r y 4o puesto |  |  |       |       |
|  | Francia          |                  | 2 de noviembre | 1 |                |                |  |  |       |       |
|  | Italia           | 2                |                |   |                |                |  |  |       |       |
|  | Italia           | 2                | Portugal       | 2 |                |                |  |  |       |       |
|  |                  |                  |                |   |                |                |  |  |       |       |
|  | Italia           | 0                |                |   |                |                |  |  |       |       |
|  | Italia           | 0                |                |   |                |                |  |  |       |       |

#### Cuartos de final
- Resultados

| Fecha | Partido   | Partido | Partido | Resultado |
| ----- | --------- | ------- | ------- | --------- |
| 31.10 | Argentina | -       | Chile   | 3-0       |
| 31.10 | Portugal  | -       | EAU     | 2-0       |
| 31.10 | España    | -       | Brasil  | 2-0       |
| 31.10 | Francia   | -       | Italia  | 1-2       |

#### Semifinales
- Resultados

| Fecha | Partido   | Partido | Partido  | Resultado |
| ----- | --------- | ------- | -------- | --------- |
| 01.11 | Argentina | -       | Portugal | 2-0       |
| 01.11 | España    | -       | Italia   | 3-0       |

#### 3r y 4o puesto
- Resultado

| Fecha | Partido  | Partido | Partido | Resultado |
| ----- | -------- | ------- | ------- | --------- |
| 02.11 | Portugal | -       | Italia  | 2-0       |

#### Final
- Resultado

| Fecha | Partido   | Partido | Partido | Resultado |
| ----- | --------- | ------- | ------- | --------- |
| 02.11 | Argentina | -       | España  | 2-1       |

## Torneo femenino

### Fase de grupos

#### Grupo A
| Equipo   | PJ | PG | PP | SG | SP | PTS |
| -------- | -- | -- | -- | -- | -- | --- |
| España   | 9  | 9  | 0  | 18 | 0  | 6   |
| Brasil   | 9  | 5  | 4  | 10 | 9  | 5   |
| Alemania | 9  | 3  | 6  | 8  | 13 | 4   |
| Chile    | 9  | 1  | 8  | 3  | 17 | 3   |

- Resultados

| Fecha | Partido  | Partido | Partido  | Resultado |
| ----- | -------- | ------- | -------- | --------- |
| 28.10 | España   | -       | Brasil   | 3-0       |
| 28.10 | Alemania | -       | Chile    | 2-1       |
| 29.10 | España   | -       | Chile    | 3-0       |
| 29.10 | Alemania | -       | Brasil   | 1-2       |
| 30.10 | España   | -       | Alemania | 3-0       |
| 30.10 | Brasil   | -       | Chile    | 3-0       |

#### Grupo B
| Equipo         | PJ | PG | PP | SG | SP | PTS |
| -------------- | -- | -- | -- | -- | -- | --- |
| Argentina      | 9  | 9  | 0  | 18 | 0  | 6   |
| Portugal       | 9  | 6  | 3  | 12 | 7  | 5   |
| Estados Unidos | 9  | 3  | 6  | 6  | 13 | 4   |
| Egipto         | 9  | 0  | 9  | 2  | 18 | 3   |

- Resultados

| Fecha | Partido        | Partido | Partido        | Resultado |
| ----- | -------------- | ------- | -------------- | --------- |
| 28.10 | Argentina      | -       | Estados Unidos | 3-0       |
| 28.10 | Portugal       | -       | Egipto         | 3-0       |
| 29.10 | Argentina      | -       | Egipto         | 3-0       |
| 29.10 | Portugal       | -       | Estados Unidos | 3-0       |
| 30.10 | Argentina      | -       | Portugal       | 3-0       |
| 30.10 | Estados Unidos | -       | Egipto         | 3-0       |

#### Grupo C
| Equipo  | PJ | PG | PP | SG | SP | PTS |
| ------- | -- | -- | -- | -- | -- | --- |
| Italia  | 9  | 8  | 1  | 16 | 2  | 6   |
| Suecia  | 9  | 7  | 2  | 14 | 5  | 5   |
| Japón   | 9  | 2  | 7  | 5  | 15 | 4   |
| Uruguay | 9  | 1  | 8  | 3  | 16 | 3   |

- Resultados

| Fecha | Partido | Partido | Partido | Resultado |
| ----- | ------- | ------- | ------- | --------- |
| 28.10 | Italia  | -       | Uruguay | 3-0       |
| 28.10 | Suecia  | -       | Japón   | 3-0       |
| 29.10 | Italia  | -       | Japón   | 3-0       |
| 29.10 | Suecia  | -       | Uruguay | 3-0       |
| 30.10 | Italia  | -       | Suecia  | 2-1       |
| 30.10 | Uruguay | -       | Japón   | 1-2       |

#### Grupo D
| Equipo       | PJ | PG | PP | SG | SP | PTS |
| ------------ | -- | -- | -- | -- | -- | --- |
| Francia      | 9  | 9  | 0  | 18 | 3  | 6   |
| Países Bajos | 9  | 5  | 4  | 12 | 10 | 5   |
| Bélgica      | 9  | 4  | 5  | 11 | 12 | 4   |
| Dinamarca    | 9  | 0  | 9  | 2  | 18 | 3   |

- Resultados

| Fecha | Partido      | Partido | Partido      | Resultado |
| ----- | ------------ | ------- | ------------ | --------- |
| 28.10 | Francia      | -       | Dinamarca    | 3-0       |
| 28.10 | Bélgica      | -       | Países Bajos | 1-2       |
| 29.10 | Francia      | -       | Países Bajos | 3-0       |
| 29.10 | Bélgica      | -       | Dinamarca    | 3-0       |
| 30.10 | Bélgica      | -       | Francia      | 0-3       |
| 30.10 | Países Bajos | -       | Dinamarca    | 3-0       |

### Fase final
|  | Cuartos de final | Cuartos de final |                |   | Semifinales    | Semifinales    |  |  | Final | Final |
|  |                  |                  |                |   |                |                |  |  |       |       |
|  | 31 de octubre    |                  |                |   |                |                |  |  |       |       |
|  |                  |                  |                |   |                |                |  |  |       |       |
|  | España           | 2                |                |   |                |                |  |  |       |       |
|  | España           | 2                | 1 de noviembre |   |                |                |  |  |       |       |
|  | Suecia           | 0                |                |   |                |                |  |  |       |       |
|  | Suecia           | 0                | España         | 2 |                |                |  |  |       |       |
|  | 31 de octubre    |                  | España         | 2 |                |                |  |  |       |       |
|  |                  | Portugal         | 0              |   |                |                |  |  |       |       |
|  | Francia          | Portugal         | 0              | 1 |                |                |  |  |       |       |
|  | Francia          |                  | 2 de noviembre | 1 |                |                |  |  |       |       |
|  | Portugal         | 2                |                |   |                |                |  |  |       |       |
|  | Portugal         | 2                | España         | 2 |                |                |  |  |       |       |
|  | 31 de octubre    |                  | España         | 2 |                |                |  |  |       |       |
|  |                  | Argentina        | 0              |   |                |                |  |  |       |       |
|  | Argentina        | Argentina        | 0              | 3 |                |                |  |  |       |       |
|  | Argentina        | 1 de noviembre   |                | 3 |                |                |  |  |       |       |
|  | Países Bajos     | 0                |                |   |                |                |  |  |       |       |
|  | Países Bajos     | 0                | Argentina      | 2 |                |                |  |  |       |       |
|  | 31 de octubre    |                  | Argentina      | 2 |                |                |  |  |       |       |
|  |                  | Italia           | 0              |   | 3r y 4o puesto | 3r y 4o puesto |  |  |       |       |
|  | Italia           | Italia           | 0              | 2 | 3r y 4o puesto | 3r y 4o puesto |  |  |       |       |
|  | Italia           |                  | 2 de noviembre | 2 |                |                |  |  |       |       |
|  | Brasil           | 0                |                |   |                |                |  |  |       |       |
|  | Brasil           | 0                | Portugal       | 1 |                |                |  |  |       |       |
|  |                  |                  |                |   |                |                |  |  |       |       |
|  | Italia           | 2                |                |   |                |                |  |  |       |       |
|  | Italia           | 2                |                |   |                |                |  |  |       |       |

#### Cuartos de final
- Resultados

| Fecha | Partido   | Partido | Partido      | Resultado |
| ----- | --------- | ------- | ------------ | --------- |
| 31.10 | España    | -       | Suecia       | 2-0       |
| 31.10 | Francia   | -       | Portugal     | 1-2       |
| 31.10 | Argentina | -       | Países Bajos | 3-0       |
| 31.10 | Italia    | -       | Brasil       | 2-0       |

#### Semifinales
- Resultados

| Fecha | Partido   | Partido | Partido  | Resultado |
| ----- | --------- | ------- | -------- | --------- |
| 01.11 | España    | -       | Portugal | 2-0       |
| 01.11 | Argentina | -       | Italia   | 2-0       |

#### 3r y 4o puesto
- Resultado

| Fecha | Partido  | Partido | Partido | Resultado |
| ----- | -------- | ------- | ------- | --------- |
| 02.11 | Portugal | -       | Italia  | 1-2       |

#### Final
- Resultado

| Fecha | Partido | Partido | Partido       | Resultado |
| ----- | ------- | ------- | ------------- | --------- |
| 02.11 | España  | -       | Plantilla:PYG | 2-0       |